# Chantal Beaugeant
Chantal Beaugeant (* 16. Februar 1961 in Saint-Étienne) ist eine ehemalige französische Siebenkämpferin.
Sie nahm an den Olympischen Spielen 1984 teil, konnte den Siebenkampf aber nicht beenden. Bei den Leichtathletik-Europameisterschaften 1986 erreichte sie den achten Platz. In Götzis stellte sie im Juli 1988 mit 6702 Punkten einen neuen französischen Rekord auf. Bei den Olympischen Spielen 1988 konnte sie den Siebenkampf aber wieder nicht beenden. Außerdem nahm sie in Seoul am 400-Meter-Hürden-Wettbewerb teil. Im Mai 1989 wurde sie bei einer Dopingkontrolle positiv auf Nandrolon getestet und für zwei Jahre gesperrt. Sie war die erste französische Leichtathletin seit Beginn der Tests 1976, die des Dopings überführt wurde.